# Los Golden Boys
Los Golden Boys es una orquesta del género tropical. Fundada en 1961, es conocida por su canción «Pirulino», la cual fue la banda sonora de la telenovela Pedro el escamoso.

## Integrantes y géneros
Es una orquesta colombiana fundada por los hermanos Guillermo y Pedro Jairo Garcés (fallecidos), los cuales promovieron varios temas y grabaciones a lo largo de su trayectoria musical y que hasta el día de hoy siguen sonando en las emisoras más importantes de toda Colombia. Los cantantes originales de grabación Benny Márquez  y Javier Valencia, quienes han permanecido en la agrupación desde sus inicios hasta la actualidad.
La agrupación se caracteriza por interpretar ritmos como porro, cumbia, gaita colombiana, fox, pasodoble, paseaíto, twist, entre otros, empleando instrumentos como saxofón, guitarra eléctrica, Solovox, batería, conga, bajo eléctrico.

## Historia
El conjunto se fundó en 1961, en el barrio Cristo Rey, de Medellín, aunque sus iniciadores lo mantuvieron por tiempos en Itaguí de donde eran los hermanos Guillermo León y Pedro Jairo Garcés Liévano. Guillermo era saxofonista y guitarrista, y Pedro Jairo era cantante y guitarrista. Los Golden Boys (iban a llamarse "Los Muchachos del Oriente") estuvieron conformados, inicialmente, por ambos Garcés, Édgar Otálvaro, (en el contrabajo, el baterista Édgar Pérez y Nabor Ramírez, quien accidentalmente halló la muerte en Barranquilla por dicha época).
Durante los años 60, fueron reconocidos por mezclar twist con música antillana, cumbias y porros, aunque su mayor énfasis estuvo en la música tropical bailable.
El primer país que visitaron fue Venezuela, donde alternaron con Los Melódicos, La Billo’s Caracas, Orlando y su Combo, Los Brillantes y Los Megatones de Lucho. En 1972 los Golden Boys se radican en Bogotá y ese mismo año muere trágicamente Pedro Jairo Garcés. En 1977 visitaron Canadá y Estados Unidos.
Luego de la muerte de Pedro Jairo y tras un receso de 12 años sin figurar en las pastas sonoras. Los Golden Boys son llamados de nuevo a grabar por Discos Fuentes en 1980; ya con la inclusión de Jairo Alberto Velásquez en la guitarra eléctrica y Javier Valencia como voz principal.
En el año 2000 fallece el último de los fundadores de la orquesta, Guillermo Garcés. En 2001 ocurre el fenómeno del Pirulino con motivo de la telenovela "Pedro el escamoso" que le dio la vuelta al mundo, realizando así muchas giras a nivel nacional e internacional.

## Discografía
- Los Golden Boys (1964)
- Remolino Musical (1964)
- Mosaico con Los Golden Boys (1965)
- De Oro (1965)